# Šalamenci
Šalamenci [šalaménci] (madžarsko Salamon, nemško Schallendorf) so naselje v Občini Puconci.

## Prireditve
Leta 1931, 1952 (v skrčeni obliki tudi v Murski Soboti), 1957, 1971, 1994, 1996 in 2003 sodelovanje na borovem gostüvanju v Monoštru in Slovenski vesi na Madžarskem, 2004 (v skrčeni obliki tudi v Murski Soboti) Borovo gostüvanje.